# Super Six World Boxing Classic
Il Super Six World Boxing Classic è un torneo pugilistico promosso dalla rete televisiva statunitense ShowTime

## Partecipanti
- Arthur Abraham
- Andre Dirrell
- Carl Froch
- Mikkel Kessler
- Jermain Taylor
- Andre Ward

- Allan Green (riserva)

## Formula del torneo
Il torneo, partito ufficialmente il 17 ottobre 2009 e con fine a data da destinarsi nei primi mesi del 2011, si articola fra sei pugili per un totale di un numero di dodici incontri. Inizialmente i sei contendenti prendono parte a un girone all'italiana nel quale i pugili, a seguito di un incontro, possono ottenere un numero svariato di punti (3 punti per una vittoria con Knock Out, 2 punti per una vittoria ai punti, 1 punto per un pareggio, 0 punti per una sconfitta). Dopo che ogni pugile ha affrontato altri tre contendenti, i primi quattro del girone passano alla fase successiva, nel caso di pugili a pari punti si va a vedere l'esito dello scontro diretto.
Nella seconda fase il quarto classificato sfiderà il primo classificato per accedere alla finale ove troverà il vincente della sfida fra il secondo e il terzo classificato. In finale il vincitore, oltre al trofeo del torneo, vincerà anche le cinture WBA e WBC di categoria.
Nel caso in cui un pugile decidesse di ritirarsi dal torneo subentrerà la riserva (Allan Green) che erediterà il punteggio del pugile sostituito. A inizio torneo la cintura WBC è in mano a Carl Froch e la WBA a Mikkel Kessler; il passaggio delle cinture non varia per la presenza del torneo, come è da tradizione nella boxe l'eventuale vincitore del match con uno dei due campioni otterrà anche la cintura. Il torneo è comunque studiato affinché il vincitore del torneo erediti anche le suddette cinture.
All'inizio del torneo, secondo i giornalisti americani, i favoriti per vincere il torneo sono il danese Mikkel Kessler e Arthur Abraham. Leggermente più staccato Carl Froch, maggiormente indietro e appaiati Andre Direll e Andre Ward, ultimo Jermain Taylor.

### Torneo
Jermain Taylor esce dal torneo e viene sostituito da Allan Green

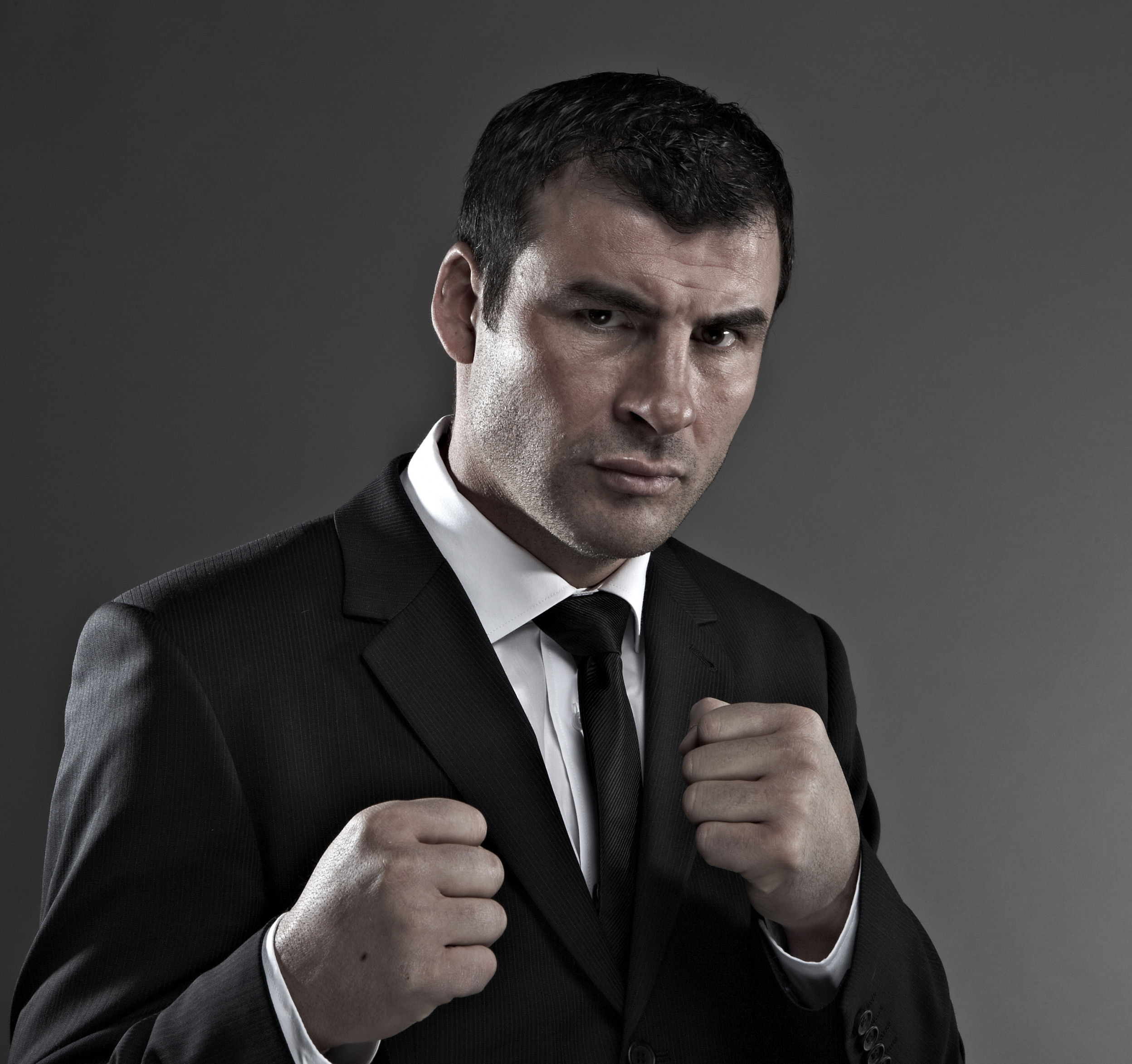
Joe Calzaghe è stato l'ultimo pugile a detenere contemporaneamente le cinture WBC e WBA dei pesi supermedi. Nell'occasione sconfisse proprio Mikkel Kessler

#### Stage 1
- 17 ottobre 2009 a Berlino, Germania:

Arthur Abraham sconfigge Jermain Taylor via knockout nella dodicesima ripresa
- 17 ottobre 2009 a Nottingham, Inghilterra:

Carl Froch sconfigge Andre Dirrell con il palio la cintura WBC via split decision
- 21 novembre 2009 a Oakland, California:

Andre Ward sconfigge Mikkel Kessler con il palio la cintura WBA

#### Stage 2
- 3 aprile 2010 negli Stati Uniti:

Andre Dirrell sconfigge Arthur Abraham nella decima ripresa dopo la squalifica dello stesso pugile tedesco.
- 24 aprile 2010 in Danimarca:

Mikkel Kessler sconfigge Carl Froch e si aggiudica la cintura WBC
- 2010 negli Stati Uniti:

Andre Ward sconfigge Allan Green ai punti

#### Stage 3
25 settembre
- Andre Dirrell vs. Andre Ward
- Carl Froch vs. Arthur Abraham
- Mikkel Kessler vs. Allan Green

#### Girone all'italiana
| P | Boxer          | I | V | S | P | KO | Pts |
| - | -------------- | - | - | - | - | -- | --- |
| 1 | Andre Ward     | 2 | 2 | 0 | 0 | 0  | 4   |
| 2 | Arthur Abraham | 2 | 1 | 1 | 0 | 1  | 3   |
| 3 | Carl Froch     | 2 | 1 | 1 | 0 | 0  | 2   |
| 4 | Mikkel Kessler | 2 | 1 | 1 | 0 | 0  | 2   |
| 5 | Andre Dirrell  | 2 | 1 | 1 | 0 | 0  | 2   |
| 6 | Allan Green    | 1 | 0 | 1 | 0 | 0  | 0   |

(I = Incontri | V = Vittoria | S = Sconfitta | P = pareggio)

#### Seimifinali e Finale
Semi Finali
- Posizione 1 vs. Posizione 4
- Posizione 2 vs. Posizione 3

Finale
- Vincitore della prima semifinale  vs. Vincitore della seconda semifinale

## Critiche
Il Super Six World Boxing Classic non è stato esente da critiche. Nel torneo non sono infatti presenti pugili come Lucian Bute